# Silvio Pellico
Cet article concerne l'auteur de Mes Prisons. Pour le film, voir Silvio Pellico (film).
Silvio Pellico (Saluces, 24 juin 1789 - Turin, 31 janvier 1854) est un écrivain et poète italien.

## Biographie
Silvio Pellico naquit à Saluces (Italie) de Marguerite Tournier et Onorato Pellico , dans une famille piémontaise de moyenne bourgeoisie Le poète eut une enfance maladive. Il sortait d’une grave maladie pour tomber dans une plus grave encore. Sa mère est d’origine savoisienne : sa famille, en fait, propriétaire d'une manufacture textile, est de plusieurs siècles résidant à Chambéry, l’aimait beaucoup et prit soin de lui. Plus tard, du fond de sa prison, il se rappela celle qui passa tant de temps à son chevet et le souvenir de sa mère lui fut d’un grand secours.
Malgré sa maladie, il développa une intelligence très précoce et il n’avait pas plus de dix ans qu’il s’intéressait déjà à la poésie et surtout au théâtre. Naturellement porté à la mélancolie, il n’aimait des jeux de son âge que les représentations d’œuvres dramatiques. C’est à cette époque que sa famille vint s’installer à Turin. Un gouvernement républicain venait d’y être établi, et son père, bien que monarchiste, l’emmena souvent avec son frère aux assemblées populaires. Ces joutes oratoires l’impressionnèrent pour le reste de sa vie et firent de lui un fervent patriote.
Quelques années plus tard, son père l’envoya chez un cousin de sa mère à Lyon. Il y passa quatre ans, se livrant aux distractions mondaines mais s’intéressant aussi aux mœurs et surtout à la littérature française.
Il semblait oublier sa patrie lorsque son frère lui envoya un nouveau poème de Foscolo, un poète qu’il avait déjà lu avec passion étant jeune:« En le lisant, il se sentit redevenir italien et poète… » et prit bientôt le chemin de Milan où se trouvait alors sa famille. Nommé professeur de français au collège des orphelins militaires, il disposait alors d'assez de temps pour se consacrer à sa véritable passion, la littérature et la poésie. Deux poètes se partageaient la gloire en Lombardie, Monti et Foscolo. Il se lia plus avec Foscolo, mais la façon de procéder du poète le déçut. Il ecrit une première tragédie, Laodicée, puis une seconde, Francesca da Rimini. En 1815-1816, sa tragédie fut représentée à Milan, puis à Turin et à Naples et bientôt Silvio Pellico fut considéré comme l’un des poètes les plus distingués de l’Italie.
Avec le grand bouleversement de 1814, l’Italie avait espéré un moment que l’Europe consentirait à lui donner l’indépendance. Mais cet espoir fut bientôt déçu et le royaume de Lombardie-Vénétie fut instauré. À la tête des patriotes qui tentèrent de résister aux Autrichiens se trouvèrent deux hommes très puissants: le comte Porro, que Silvio connaissait bien et aimait comme un père et le comte Frédéric Confalonieri. Silvio Pellico, membre des carbonari, prit sa part de la lutte et pour fédérer les esprits, il conçut et proposa le plan d’un journal, Il Conciliatore (Le Conciliateur), qui fut fondé, en 1818, dans la maison du comte Porro.

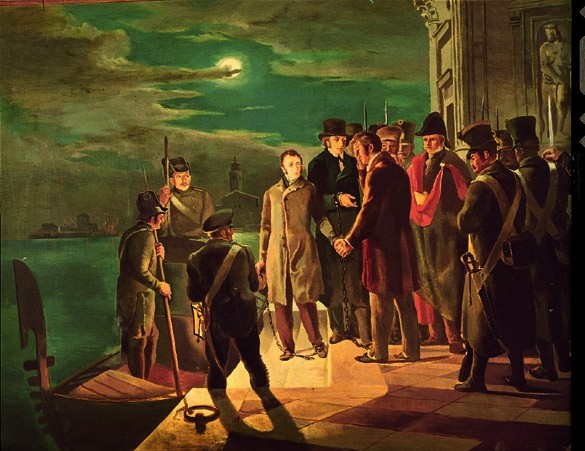
L'arrestation de Pellico et de Maroncelli.

C’est alors qu’éclata la révolution napolitaine, bientôt suivie par l’insurrection du Piémont. Une même idée de résistance semblait se propager dans toute l’Italie mais le mouvement, mal préparé et mal conduit, finit par avorter. La réplique des Autrichiens fut terrible : tous les hommes éminents que comptait la Lombardie furent arrêtés. Silvio Pellico fut, quant à lui, arrêté pour conspiration, le 13 octobre 1820, et emprisonné à Milan, puis à Venise. Condamné à mort puis gracié par l’empereur, il fut envoyé en mars 1822 dans la terrible prison du Spielberg en Moravie où il passa dix ans. Il fit connaitre ses conditions de vie lors de son emprisonnement par la rédaction d'un livre qui connut plus tard un immense succès: Mes prisons (it) – Mémoires de Silvio Pellico.
Cette œuvre fut promue par les autorités religieuses et servit les fins des autorités politiques, engageant tous les tièdes à ne pas s'occuper de politique. Elle donna cependant des détails intéressants sur la condition carcérale dans le premier tiers du XIXe siècle, sur les effets psychologiques de l'arbitraire princier érigé en système : les autorités utilisèrent le secret comme source d'anxiété et de paranoïa chez le prisonnier qui se torturait lui-même. Silvio Pellico ne trouva de salut qu'à travers sa culture catholique, par l'abandon à la providence divine et par la prière.
En prison, Pellico composa quelques poèmes du sujet médiéval et d'autres tragédies qui ont été publiés à Turin entre 1830 et 1832. Parmi ceux-ci se sont, cependant, Ester d'Engaddi et Gismonda da Mendrisio. Les deux, cependant, après quelques performances allaient rencontrer l'interdiction imposée par la censure, une difficulté qui se combine avec l'échec de Corradino de 1834. Au cours des trois années où il n'a pas écrit de romans ou tragédies, Pellico écrit une autobiographie dont seulement quelques fragments sont actuellement conservés dans les archives historiques de la ville de Saluces et de nombreux poèmes recueillis en deux volumes publiés en 1837 et intitulés Poèmes Inédits. Ces volumes ont suivi une nouvelle rupture dans l'œuvre littéraire coïncide avec un douleur personnelle: la mort de ses parents, de son frère Luigi et du marquis Tancredi Di Barolo.
En l'hiver 1830-1831 Pellico avait également travaillé sur un roman : Raffaella, ou Rafaella, une histoire de deux amis impliqués dans les luttes médiévales entre la papauté et l'empire dans le Piémont contenant différentes allusions politiques et autobiographiques. Le travail n'a été publié à titre posthume avec une finale composée non par l'auteur, mais il a ajouté pour donner une conclusion à l'histoire avec un but moral.
Après sa libération, il occupa le poste de secrétaire et de bibliothécaire auprès de Giulia Colbert Faletti et resta au Palazzo Barolo jusqu'à sa mort, – ayant interrompu sa production littéraire, dans les dernières années de sa vie, en raison de problèmes familiaux et de santé.
Ses amours seront l'actrice Teresa Bartolozzi Marchionni, cousine de Carlotta Marchionni, actrice interprète de sa Francesca da Rimini (In assenza di Carlotta, trovai sua cugina, quella Gegia che aveva fatto girare il capo a Silvio Pellico e che era capace di fascinare non solo un poeta di bella fama, ma tutto quanto il Parnaso Testo in corsivo da Ai miei tempi di Angelo Brofferio) et la comtesse milanaise Cristina Trivulzio Archinto.

## Publications
- Mes prisons. Mémoires de Silvio Pellico; traduit par C. Dalause, Paris, Vimont, 1833.
- Mes prisons. Mémoires de Silvio Pellico de Saluces, traduits de l'italien, et précédés d'une introduction biographique, par A. de Latour. Édition ornée du portrait de l'auteur et augmentée de notes historiques par P. Maroncelli, Paris, H. Fournier jeune, 1833.
- Mémoires de Silvio Pellico, ou Mes prisons. Traduit de l'italien par M. Oct. B... (Madame la comtesse Octavie de Benevello), Paris, Gaume, 1833.
- Mes prisons. Mémoires. Par Silvio Pellico, Paris, Bricon, 1833.
- Des devoirs des hommes. Discours à un jeune homme. Par Silvio Pellico de Saluces, traduit de l'italien par G. D., Paris, Fournier, 1834.
- Des devoirs des hommes. Par Silvio Pellico, traduit de l'italien, avec une introduction, par Antoine de Latour, Paris, Fournier, 1834.
- Des devoirs de l'homme. Traité offert à la jeunesse. Par Silvio Pellico de Saluces. Traduit de l'italien par M. F., Paris, Imprimerie de Béthunes, 1834.
- Poésies de Silvio Pellico : légendes composées sous les plombs de Venise. suivies de Françoise de Rimini, tragédie, Paris, Debécourt & Jeanthon, 1834.
- Trois nouvelles piémontaises par Silvio Pellico, Paris, Ladvocat, 1835.
- Mélanges inédits, pour faire suite aux Œuvres de Silvio Pellico, Paris, Gaume frères - Lyon, Giberton et Brun, 1838.
- Choix des poésies inédites de Silvio Pellico, traduit par L. P. Eléard, Lille, Lefort, Nouvelle bibliothèque catholique, 1838.
- Poésies catholiques de Silvio Pellico, traduites par C. Rossignol, Lyon, Pélagaud, 1838.
- Mes prisons: mémoires de Silvio Pellico, traduction nouvelle, Bruxelles, Société des Beaux arts, 1839.
- Œuvres de Silvio Pellico. Mes prisons, suivies Des devoirs des hommes. Traduction de M. Antoine Delatour. 6e édition, revue et corrigée, avec des chapitres inédits, des notes de Maroncelli, etc., etc., Paris, Charpentier, 1840.
- Lettres de Silvio Pellico, recueillies et mises en ordre par m. Guillaume Stefani, traduites et précédées d'une introduction par M. Antoine de Latour, 2e éd., Paris, E. Dentu, 1857.
- Rafaella, traduit de l'italien par Philippe Van der Haeghen, Tournai et Paris, H. Casterman, Bibliothèque internationale catholique, 1859.
- Mes prisons. Mémoires de Silvio Pellico, Paris, Firmin-Didot Texte en ligne
- Silvio Pellico, musique de F. Masini, texte et musique extraits d'un recueil de chansons du Canada.
- Manuel du jeune homme, préfacé par Julie-Victoire Daubié, extraits Des devoirs des hommes et discours à un jeune homme brochure éditée par L'association pour l'émancipation progressive de la femme 1872.
- Prose e tragedie scelte di Silvio Pellico, a cura di Michele Scherillo e con un proemio di Francesco d'Ovidio. Contiene: Le mie prigioni; I Doveri degli uomini; Francesca da Rimini; Eufemio di Messina; Ester d'Engaddi. (Terza edizione accresciuta). s.d. 1910.
- Mes Prisons: Suivies Du Discours Sur Les Devoirs Des Hommes (Classic Reprint), 2017.
- Poesies de Silvio Pellico: Legendes Componees Sous Les Plomes de Venise; Suivies de Francoise de Rimini, Tragedie; Traduction (Classic Reprint), 2017.
- Mes Prisons, trad. Henri de Messey & Alban de Villeneuve, Paris, Garnier (Littératures du monde n° 38), 2022.